# Usánsolo
Usánsolo (oficialmente en euskera: Usansolo) es una localidad y municipio español de la provincia de Vizcaya, en la comunidad autónoma del País Vasco.
Las Juntas Generales de Vizcaya aprobaron su constitución como municipio independiente el 23 de noviembre de 2022. Debido al recurso interpuesto por la Abogacía del Estado, este hecho no se hizo oficial hasta el 28 de diciembre de 2023, cuando se despejó finalmente el camino para su inscripción en el Registro de Entidades Locales, dejando entonces de pertenecer al municipio de Galdácano.
Está situado al lado del Valle de Arratia, a unos 3 kilómetros del principal núcleo urbano de Galdácano. Antiguamente era un núcleo rural en el que abundaban huertas al lado del río y caseríos repartidos en diferentes barrios como Pertxin, Lekue, Isisi, Gorosibai, Meatzeta, Unkina, etc. Creció en población en los años de la industrialización y con la llegada del ferrocarril.
Usánsolo es una localidad muy bien comunicada con la red de carreteras y autopistas del País Vasco. Dispone de servicio de Bizkaibus así como de Euskotren. En esta zona (concretamente en el barrio de Labea) está situado el Hospital Universitario Galdakao-Usansolo, perteneciente al organismo público Osakidetza.

## Historia
En la década de los noventa se creó una plataforma ciudadana a favor de que Usánsolo se segregara de Galdácano para crear un nuevo municipio. Posteriormente se organizó en torno a la agrupación electoral Usansolo Herria, consiguiendo dos concejales en el ayuntamiento de Galdácano en las elecciones municipales de mayo de 2011,que fue revalidando en las siguientes convocatorias.
En marzo de 2015 la Diputación de Vizcaya aprobó modificar la norma sobre demarcaciones territoriales, que permitió la segregación de Usánsolo al tener una población mayor a 2500 personas. El 30 de diciembre de 2022 la Abogacía del Estado impugnó ante el Tribunal Superior de Justicia del País Vasco tanto la creación del nuevo municipio como la norma foral que lo amparaba, por contradecir la ley reguladora de las bases de régimen local, que marca un umbral de 5000 habitantes.
A la espera de la resolución judicial, el 4 de mayo de 2023 se constituyó la primera comisión gestora del nuevo ayuntamiento, con base en los resultados de las elecciones municipales de Galdácano de 2019, con ocho representantes de Usansolo Herria y tres del Partido Nacionalista Vasco.
En junio de 2023 el Registro de Entidades Locales rechazó su inscripción como municipio. Sin embargo, apenas medio año después, en diciembre de 2023, y como consecuencia de los acuerdos entre PSOE y PNV para la investidura de Pedro Sánchez, Usánsolo conseguía finalmente convertirse en ayuntamiento independiente, el n.º 113 de Vizcaya. Tras la retirada del recurso por parte de la Abogacía del Estado, y la aprobación en consejo de ministros del compromiso adquirido por el nuevo Gobierno central de rebajar de 5000 a 4000 habitantes el umbral de población mínimo requerido para la constitución de municipios independientes, la comisión gestora procedió de nuevo a inscribir a Usánsolo como municipio en el Registro de Entidades Locales a fecha 22 de diciembre. Este hecho fue finalmente ratificado el 28 de diciembre, cuando el Gobierno central dio el paso definitivo para la segregación. 

## Cultura

### Patrimonio
- Casa torre Isasi Goikoa, siglo XVI. Es una torre en la que se evidencia su carácter militar ya que sólo poseía tres ventanas y no tenía otra comunicación con el exterior que las puertas de entrada.
- Casa torre de Lekue, siglo XVI. Es en realidad un palacio renacentista. Detrás de esta torre existe un molino y algo más arriba se pueden ver los restos de un antiguo balneario.
- Palacio Areizaga. Es un palacio barroco del siglo XVIII. Se encuentra en las instalaciones de Firestone S.A. dentro de su factoría industrial.

### Fiestas
- San Andrés: 30 de noviembre.

### Deportes
- Usánsolo Fútbol Sala (UFS): Club de fútbol sala con tres equipos.
- Umore Ona: Club de fútbol.
- Unkinako: Club de baloncesto.
- U113 Usansolo Triatloi taldea: Club de Triatlón.